# Ville de Brisbane
La ville de Brisbane (en anglais : City of Brisbane) est une zone d'administration locale située dans l'État du Queensland en Australie, dont le siège est Brisbane. 

## Géographie
La ville de Brisbane s'étend sur 1 367 km2 dans le Queensland du Sud-Est et s'ouvre à l'est sur la baie Moreton où sont situées les îles Mud, St Helena (parc national), Green et Moreton qui font partie de la ville.

## Histoire
La municipalité de Brisbane est créée le 7 septembre 1859. Le 7 janvier 1888, la partie sud en est détachée pour former la municipalité de Brisbane-Sud.
Le 31 mars 1903, la ville de Brisbane est créée à partir de la municipalité du même nom à laquelle est rattachée la division de Booroodabin, située au nord.
Enfin, par la loi du 30 octobre 1924, le gouvernement du Queensland décide de réunir l'ensemble de l'agglomération sous une seule et même administration. Le 1er octobre 1925, la nouvelle ville de Brisbane est formée à partir des villes existantes de Brisbane et Brisbane-Sud, des municipalités d'Hamilton, Ithaca, Sandgate, Toowong, Windsor, Wynnum, ainsi que des comtés de Balmoral, Belmont, Coorparoo, Enoggera, Kedron, Moggill, Sherwood, Stephens, Taringa, Tingalpa, Toombul et Yeerongpilly.

## Démographie
| 2001    | 2006    | 2011      | 2016      | 2021      |
| ------- | ------- | --------- | --------- | --------- |
| 873 780 | 956 129 | 1 041 839 | 1 131 155 | 1 242 825 |

## Politique et administration
Contrairement aux autres villes comme Sydney, Melbourne, Adélaïde et Perth, où les conseils locaux ne sont généralement responsables que de régions relativement petites correspondant aux centres des affaires de ces villes, le conseil de la ville de Brisbane administre la plus grande partie de la zone métropolitaine de Brisbane et a une population plus importante que toute autre zone d'administration locale en Australie. 
Le conseil municipal de Brisbane comprend un lord-maire et 26 conseillers, élus pour un mandat de quatre ans. Les dernières élections ont eu lieu le 28 mars 2020.

### Composition du conseil
| Élections | Parti libéral | Parti travailliste | Verts | Indépendants |
| --------- | ------------- | ------------------ | ----- | ------------ |
| 2012      | 18            | 7                  | 0     | 1            |
| 2016      | 19            | 5                  | 1     | 0            |
| 2020      | 19            | 5                  | 1     | 0            |

## Villes-jumelles
La ville de Brisbane est jumelée avec les sept villes suivantes :
- Kōbe, Japon (juillet 1985) ;
- Auckland, Nouvelle-Zélande (août 1988) ;
- Shenzhen, République populaire de Chine (juin 1992) ;
- Semarang, Indonésie (janvier 1993) ;
- Kaohsiung, Taïwan (septembre 1997) ;
- Daejeon, Corée du Sud (juin 2002) ;
- Chongqing, République populaire de Chine (octobre 2005) ;
- Abou Dabi, Émirats arabes unis (février 2009).

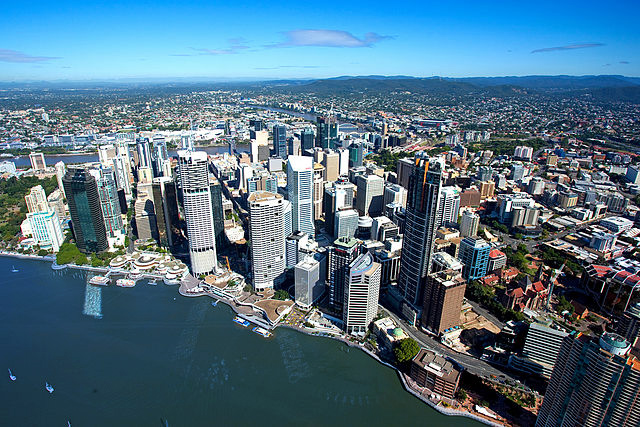
Vue aérienne de Brisbane.
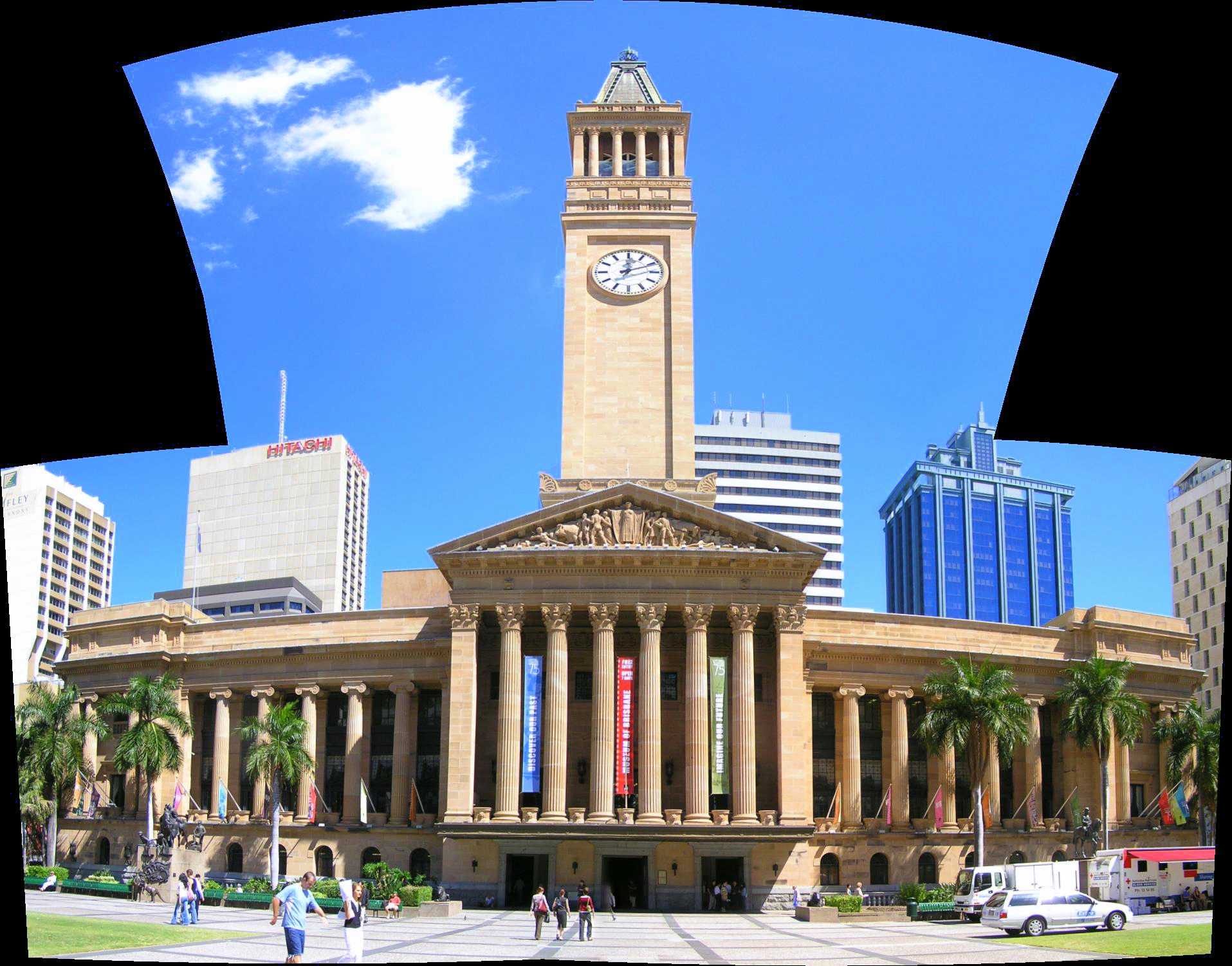
Hôtel de ville de Brisbane.
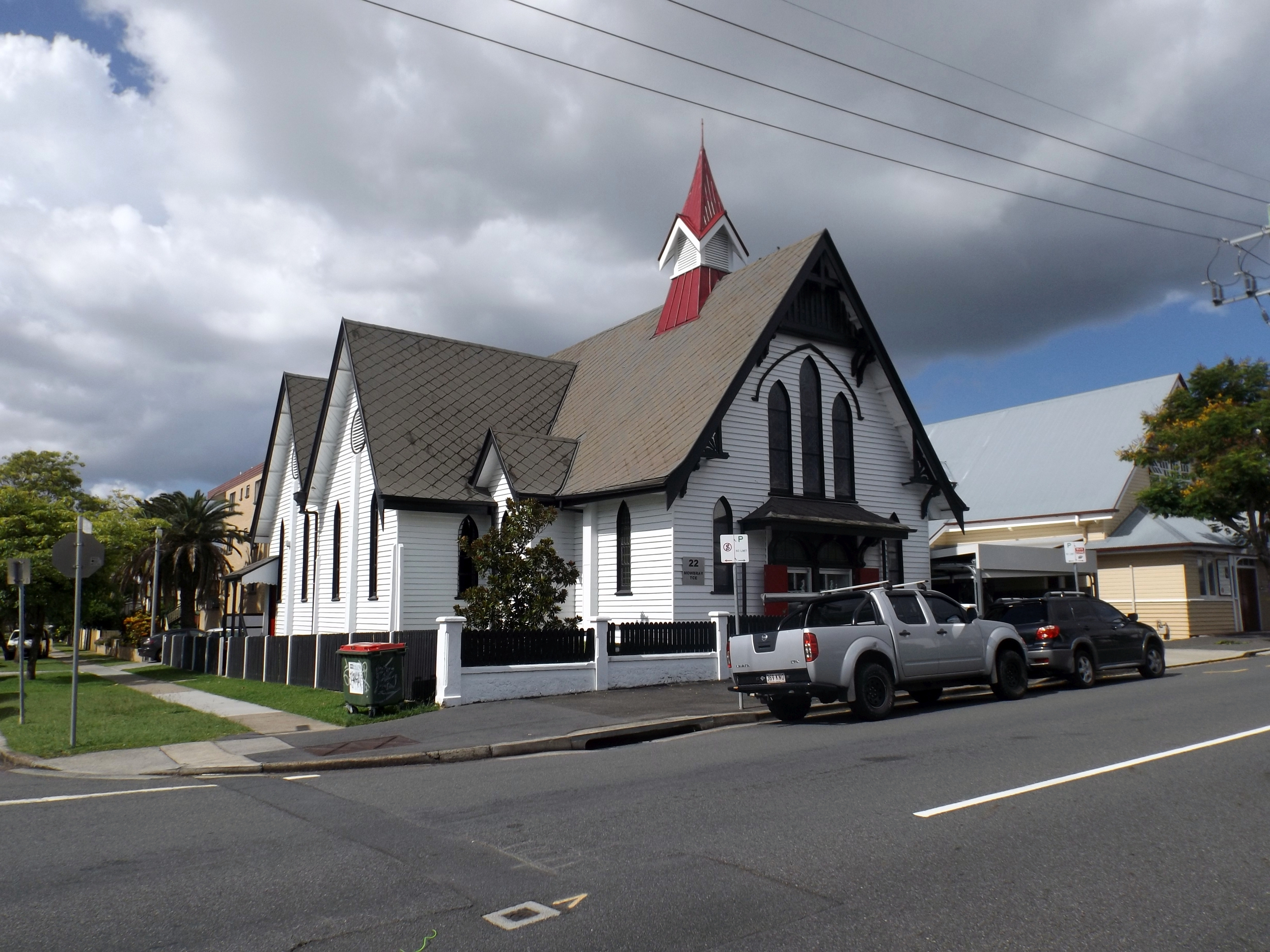
Église presbytérienne de Mowbraytown.
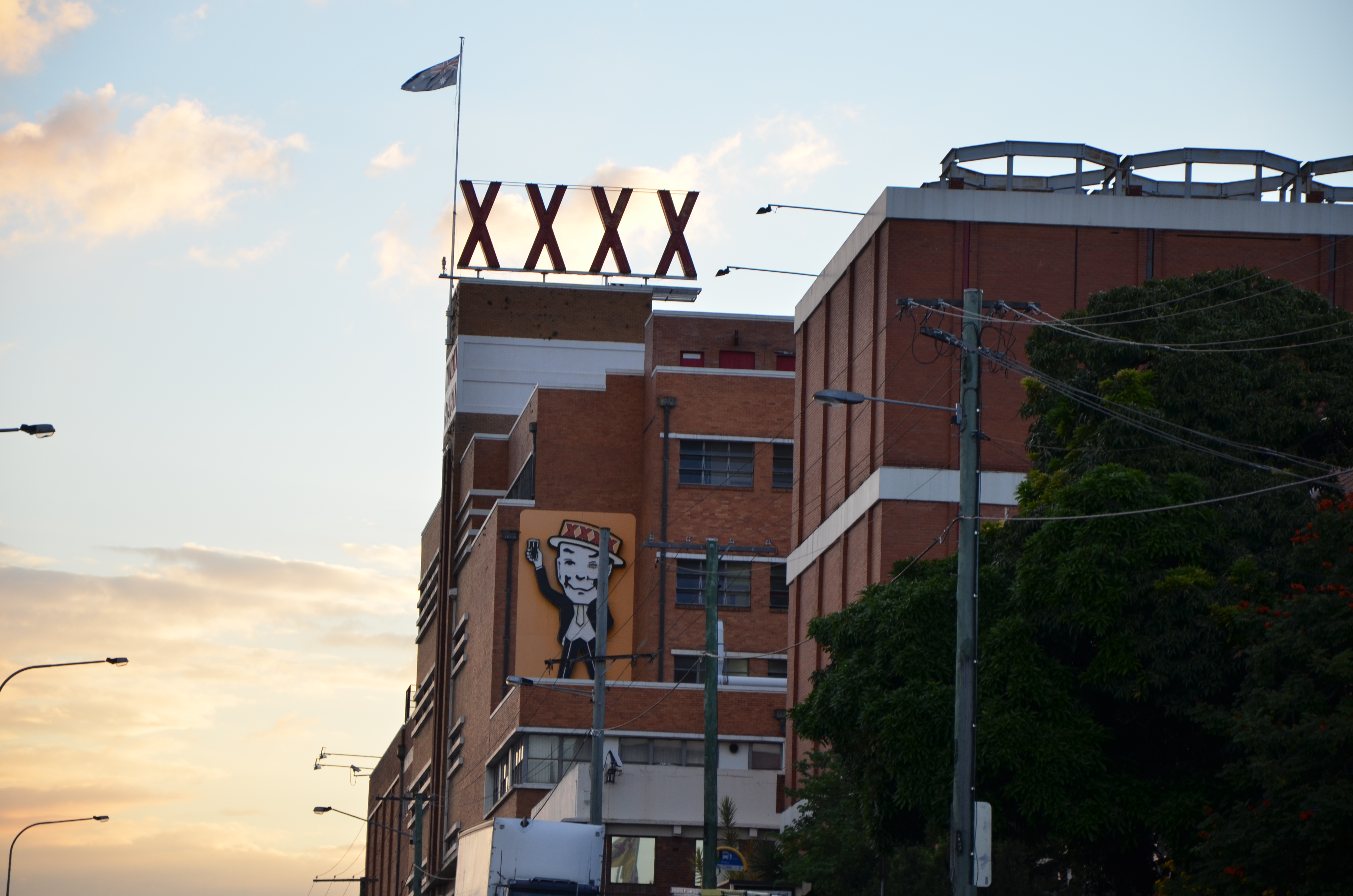
Brasserie des 4X à Milton.
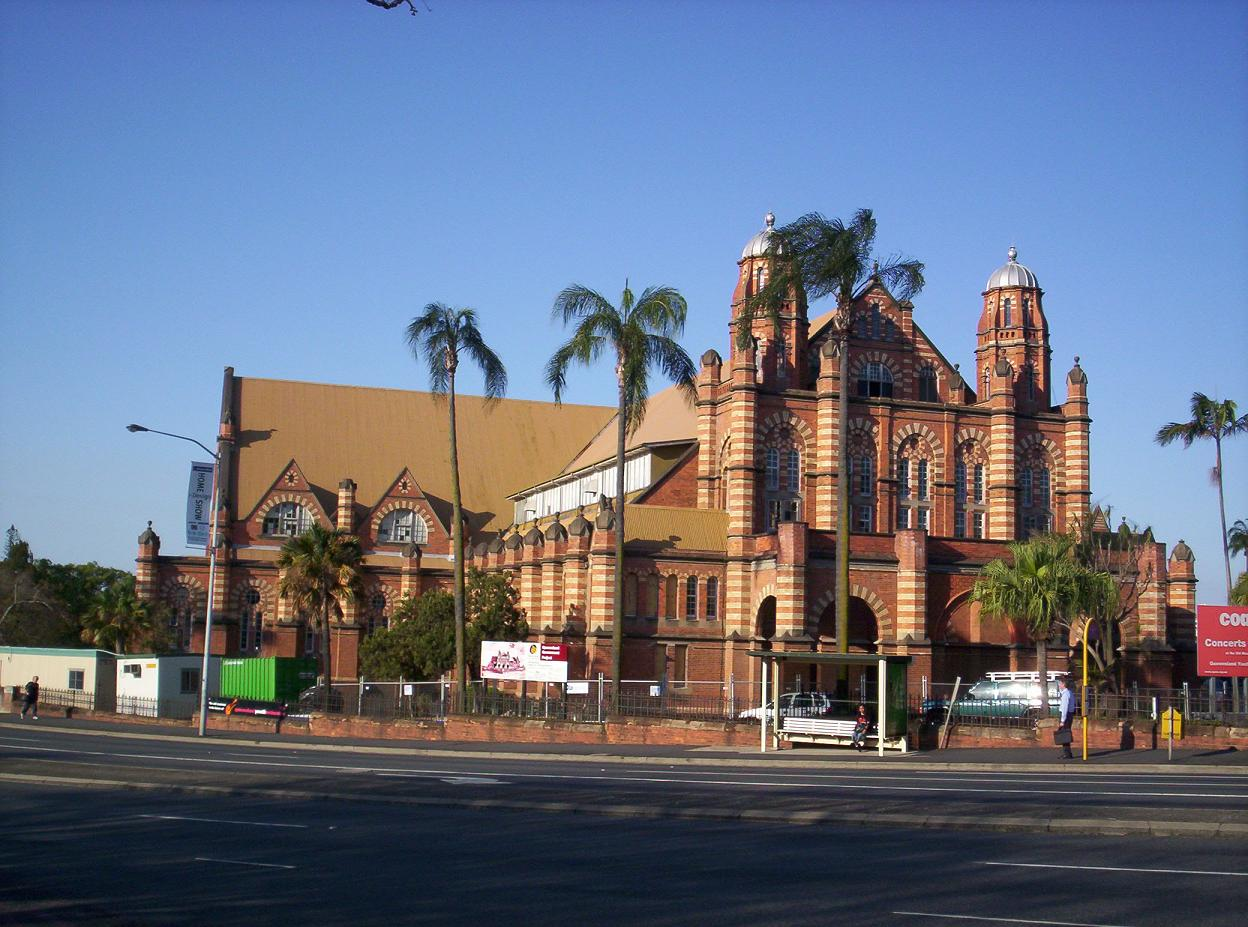
Le vieux musée du Queensland, à Bowen Hills.